# Giuseppe Imperiali
Don Giuseppe Imperiali, marchese, patrizio genovese (Genova, 27 febbraio 1806 – San Fruttuoso di Camogli, 28 aprile 1871), è stato un imprenditore e politico italiano.